# Leonti Rámenski
Leonti Grigórievich Rámenski (translitera al ruso: Леонтий Григорьевич Раменский, 16 de junio de 1884 - 27 de enero de 1953) fue un botánico ruso, fitogéografo y ecólogo vegetal.

## Biografía
Graduado de la Universidad de San Petersburgo en 1916, obtuvo su doctorado en biología en 1935. Entre 1911 y 1928 trabajó en el Instituto de Vorónezh (ahora Universidad Estatal de Vorónezh) y desde  1928 en el Instituto Estatal  Agrostológico (dedicado a V R. Williams). Uno de los fundadores del estudio morfológico del paisaje, Ramenskij consideraba que cada forma se distribuye no interactivamente en el espacio y de una manera autoecológica y que departe de la asociación vegetacional en sus cambios. El primero en introducir el concepto de área de desarrollo del paisaje, en fuerte contraste con las ideas de Sukachov quien consideraba las asociaciones como supraorganismos.

## Obra
- Ramensky, L.G. (1930) Zur Methodik der vergleichenden Bearbeitung und Ordnung von Pflanzenlisten und anderen Objekten, die durch mehrere verschiedenartig wirkende Faktoren bestimmt werden. Beiträge zur Biologie der Pflanzen (Breslau) 18: 269-304. Traducido del original en ruso publicado en 1929 en Trudy Soveščaniya Geobotanikov-lugovedov.zref name="bio" />